# Saison 2 de Young and Hungry
Chronologie
Saison 1 Saison 3
Cet article est le guide des épisodes de la deuxième saison de la série télévisée Young and Hungry.

## Synopsis
Un riche et jeune entrepreneur de San Francisco, Josh Kaminski, engage une blogueuse culinaire, Gabi Diamond, afin qu'elle devienne sa chef personnelle. Prête à tout pour garder son emploi, Gabi doit montrer ses compétences à Josh ainsi qu'à son bras-droit, Elliot Park. Gabi est entourée de sa meilleure amie Sofia Rodriguez mais aussi par Yolanda, l'intendante de Josh.

## Distribution

### Acteurs principaux
- Emily Osment : Gabi Diamond
- Jonathan Sadowski : Josh Kaminski
- Rex Lee : Elliot Park
- Aimee Carrero : Sofia Rodriguez
- Kym Whitley (en) : Yolanda

### Acteurs récurrents
- Jesse McCartney : Cooper
- Ashley Tisdale : Logan Rawlings
- Bryan Safi : Alan
- Jayson Blair : Jake Kaminski [1]

### Invités
- Kylie Minogue : Shauna Stevens[2] (épisodes 6 et 7)
- Hal Ozsan : Charles D'Arby (épisode 10)
- Keegan Allen : Tyler[3] (saison 2, épisode 12)
- Darryl Stephens : Un homme sexy (sépisode 12)
- Cleo King : Madame Paulette (épisode 15)
- Josie Loren : Sam (épisode 18)
- Joel Brooks : Rabbi Shapiro (épisode 20)
- Jackée Harry : JoJo[4] (épisode 21)
- Phil LaMarr : Père Gary (épisode 21)
- Mindy Sterling : Matilda (épisode 21)

## Liste des épisodes

### Épisode 1: Titre français inconnu (Young & Too Late)
- États-Unis : 770 000 téléspectateurs[7] (première diffusion)

### Épisode 2: Titre français inconnu (Young & Cookin)
- États-Unis : 730 000 téléspectateurs[8] (première diffusion)

### Épisode 3: Titre français inconnu (Young & Munchies)
- États-Unis : 760 000 téléspectateurs[9] (première diffusion)

### Épisode 4: Titre français inconnu (Young & Old)
- États-Unis : 680 000 téléspectateurs[10] (première diffusion)

### Épisode 5: Titre français inconnu (Young & First Time)
- États-Unis : 770 000 téléspectateurs[11] (première diffusion)

### Épisode 6: Titre français inconnu (Young & Moving)
- États-Unis : 600 000 téléspectateurs[12] (première diffusion)

### Épisode 7: Titre français inconnu (Young & Ferris Wheel)
- États-Unis : 570 000 téléspectateurs[13] (première diffusion)

### Épisode 8: Titre français inconnu (Young & Sandwich)
- États-Unis : 591 000 téléspectateurs[14] (première diffusion)

### Épisode 9: Titre français inconnu (Young & Pretty Woman)
- États-Unis : 970 000 téléspectateurs[15] (première diffusion)

### Épisode 10: Titre français inconnu (Young & Part Two)
- États-Unis : 930 000 téléspectateurs[16] (première diffusion)

### Épisode 11: Titre français inconnu (Young & How Gabi Got Her Job Back)
- États-Unis : 851 000 téléspectateurs[17] (première diffusion)

### Épisode 12: Titre français inconnu (Young & Back to Normal)
- États-Unis : 600 000 téléspectateurs[18] (première diffusion)

### Épisode 13: Titre français inconnu (Young & Unemployed)
- États-Unis : 710 000 téléspectateurs[19] (première diffusion)

### Épisode 14: Titre français inconnu (Young & Oh Brother)
- États-Unis : 760 000 téléspectateurs[20] (première diffusion)

### Épisode 15: Titre français inconnu (Young & Earthquake)
- États-Unis : 600 000 téléspectateurs[21] (première diffusion)

### Épisode 16: Titre français inconnu (Young & How Sofia Got Her Groove Back)
- États-Unis : 805 000 téléspectateurs[22] (première diffusion)

Pour réconforter sa colocataire sans emploi et célibataire, Gabi emmène Sofia se faire chouchouter dans un grand hôtel. Après une nuit passée avec un charmant inconnu rencontré au bar, Sofia s'aperçoit que ce dernier l'a prise pour une prostituée et décide de rentrer en Floride chez ses parents, acceptant le job que lui propose son père. Gabi va alors tout faire pour que sa coloc et meilleure amie reste à San Francisco... 

### Épisode 17: Titre français inconnu (Young & Trashy)
- États-Unis : 678 000 téléspectateurs[22] (première diffusion)

Josh met une nouvelle application sur le marché et à cette occasion, son personnel a l'habitude de lui offrir un cadeau... sauf Gabi, qui n'était pas au courant. Elle part alors à la recherche du cadeau parfait avec Sofia. 
De son côté, Josh est stressé par ce lancement qui ne démarre pas fort et jette le cadeau offert par Yolanda. Celle-ci le retrouve aux ordures et est bien décidé à le faire payer à Josh. Josh charge alors Elliot de retrouver cette la figurine parmi les ordures.

### Épisode 18: Titre français inconnu (Young & Doppelganger)
- États-Unis : 780 000 téléspectateurs[23] (première diffusion)

C'est la Gay Pride à San Francisco et Yolanda et Elliot ont décidé de faire équipe pour se voir offrir le plus de verres possibles.
De son côté, Gabi a investi l'argent du loyer dans un robot-mixeur, mais elle doit le rendre, faute de moyens. C'est sans compter sur les bons conseils de Yolanda, qui lui suggère de louer son appartement pour regarder le cortège, et grâce à l'argent empoché, garder le mixeur ! 
Ce qu'elle s'empresse de faire, sans demander l'avis de sa colocataire, Sofia. A l'arrivée des nouvelles locataires, Sam et Gracie, Sofia et Gabi se disputent et chacune décident de partir avec une de leurs nouvelles amies. Mais les choses dérapent pour chacun des nouveaux binômes !

### Épisode 19: Titre français inconnu (Young & Younger Brother, Part 1)
- États-Unis : 629 000 téléspectateurs[25] (première diffusion)

Tout le monde s'affaire au loft pour le mariage d'Elliot et d'Alan quand Josh reçoit la visite surprise de son petit frère Jack. 
Josh demande alors à Gabi d'engager Jack comme aide pour la préparation des apéritifs du mariage, ce dernier voulant devenir chef, mais étant loin d'être doué. D'abord excédée, Gabi va petit à petit tomber sous le charme de Jack et ils vont partager un baiser, alors que Josh passe par là. 
Josh prend alors conscience de ses sentiments pour Gabi et va alors proposer à son frère de lui payer ses études dans une grande école de cuisine, à New York.

### Épisode 20: Titre français inconnu (Young & Younger Brother, Part 2)
- États-Unis : 546 000 téléspectateurs[25] (première diffusion)

Jack est de retour avec un tout nouveau projet, pour lui et Gabi... Un Food-Truck payé avec l'argent avancé par Josh pour son institut de cuisine, ce qui enchante Gabi mais ne plait pas du tout à Josh !
Gabi décide alors de continuer à travailler au loft le jour et d'ouvrir le Food-Truck le soir, ce dont Josh doute qu'elle puisse réussir. 
De leur côté, Alan et Elliot doivent rencontrer le Rabbin Shapiro pour obtenir sa bénédiction pour leur mariage, leur assurant de ne jamais divorcer selon la mère d'Alan. Ils doivent aussi annuler leur commande d'apéritifs à Gabi au dernier moment, ceux-ci n'étant pas cashers. Gabi et Jack décident alors de vendre ce qu'ils ont déjà préparé dans leur nouveau Food-Truck, mais sans avoir d'autorisation et se font saisir leur camion... 

### Épisode 21: Titre français inconnu (Young & Christmas(Episode Spécial))
- États-Unis : 550 000 téléspectateurs[27] (première diffusion)

À quelques jours de Noël, tous les occupants du loft sont en train de s'agiter pour les fêtes de fin d'année...
Gabi et Sofia se préparent à passer les fêtes sans leurs familles respectives, faute de moyens pour rentrer en Floride. Elles vont alors être bénévoles à la soupe populaire.
Yolanda, dont les enfants ont d'autres plans pour les vacances, tente, sur les conseils de Gabi, de se rapprocher de sa sœur Jolanda, avec qui elle n'a plus de contact depuis 5 ans.
Alan, le mari d'Elliot, est parti en croisière avec ses parents, laissant Elliot au loft, inconsolable...
Josh se prépare à partir skier avec son ami Crazy Pete.
Dans cet épisode, on en apprend plus sur la famille de Yolanda. Elle a 3 enfants, une fille faisant son service militaire, et 2 fils. 